# Освальд Мослі
Сер Освальд Ернальд Мослі (англ. Oswald Mosley; 16 листопада 1896, Мейфер, Лондон, Велика Британія — 3 грудня 1980, Ессонн, Іль-де-Франс, Франція) — британський політик під час 1920—1930 років, баронет, член британського парламенту, засновник Британського союзу фашистів (БСФ).

## Життя та кар'єра

### Молоді роки та освіта
Народився в родині аристократів у місті Мейфер. Мав двох молодших братів: Едварда Хіткота Мослі (1899—1980) та Джона Артура Ноеля Мослі (1901—1973). Одного з його предків королева Єлизавета I нагородила лицарським званням і дала фамільний девіз «Mos Legem Regit» (Традиція порядкує законом). Здобув освіту в престижному Вінчестерському коледжі. У шкільні часи Мослі був чемпіоном з фехтування; він вигравав титули як у флореті, так і в шаблі, і протягом усього життя зберігав ентузіазм до цього виду спорту.

### Військова служба
У січні 1914 року, вступив до Королівського військового коледжу у Сандгерсті, але був виключений у червні через «акт відплати» у відношенні до іншого студента. Впродовж Першої Світової Війни, був призначений до 16 полку лансьєрів Її Величності й воював у Франції на Західному фронті. Його перевели у Повітряні сили Великої Британії як спостерігача, але після травми, отриманої після тренувального польоту, він покинув Західний фронт й довгий час перебував на лікуванні. Восени 1915 року увійшов у регулярну армію, котра знаходилась у Франції, але згодом повернувся у Британію для продовження лікування. Після виписки з госпіталю до кінця війни працював у Міністерстві озброєння та Міністерстві закордонних справ.

## Політична кар'єра
По закінченню війни почав політичну кар'єру в рядах консервативної партії, потім перейшов до лейбористів, був членом другого лейбористського уряду, який в 1930 році покинув. На початку 30-х, в роки Великої депресії вирішив об'єднати під своїм проводом всі праворадикальні сили країни.
1 березня 1931 року оголосив про створення так званої «Нової партії», в програмі якої були використані і розвинені основні ідеї, викладені в Маніфесті Мослі. У брошурі «Національна політика», опублікованій в березні 1931, відбилося прагнення помітно обмежити демократію в країні, розширити права і повноваження виконавчої влади, а також, використовуючи соціальну риторику, спертися в своїй діяльності на широкі верстви населення. У жовтні 1931 року в ході загальних парламентських виборів кандидати від партії зазнали поразки. Це призвело до розчарування в парламентаризмі та захопленням ідеями італійських фашистів.
У січні 1932 року відвідав Італію, де зустрічався з Муссоліні, після чого повністю утвердився в намірі організувати фашистське об'єднання. 1 жовтня 1932 року був створений Британський союз фашистів (БСФ). Лідером призначено Освальда Мослі.
Основною тезою партії було обмеження влади парламенту і фактичне встановлення в країні диктатури. Британські фашисти активно використовували соціальну риторику, націоналістичну і антикомуністичну пропаганду. Вони організували штурмові загони, які били політичних опонентів на мітингах. З осені 1934 року фашисти під керівництвом Мослі почали проводити антисемітську кампанію, а в кінці 1930-х років підтримали агресивні устремління Гітлера в континентальній Європі.
Мослі задумав вирішити проблему зі зривом засідань Нової партії та заснував корпус воєнізованих стюардів у чорній формі, які називалися чорносорочечниками. Партія часто брала участь у жорстоких конфронтаціях та заворушеннях, особливо з комуністичними та єврейськими групами, частіше за все у Лондоні. На великому мітингу Мослі в Олімпії 7 червня 1934 року насильство його охоронців спричинило пошкодження репутації серед населення. Це та Ніч довгих ножів у Німеччині призвели до втрати масової підтримки серед населення. Проте Мослі продовжував підтримувати антисемітизм.
У жовтні 1936 р. Мослі та БСФ намагалися пройти маршем територією з високою часткою єврейських жителів. Бійку, котру назвали битвою на Кейбл-стріт, спричинили мітингувальники, які намагалися заблокувати марш, та поліція, яка намагалась через нього прорватись. Нарешті, сер Філіп Гейм, уповноважений поліції, заборонив продовження маршу, і БСФ відмовився від нього.
Мослі продовжував організовувати марші під наглядом чорносорочечників. Члени БСФ були стурбовані прийняттям Закону про громадський порядок 1936 року, у котрого на меті стояла заборона екстремістських партій, особливо БСФ. Закон набув чинності 1 січня 1937 року. На виборах до Ради Лондона в 1937 р. БСФ балотувався на 3 округах у Східному Лондоні, його «найсильніших» районах, й отримав понад чверть голосів. Мослі відніс більшість чорносорочечників до списку «надлишкового персоналу», деякі з яких потім відійшли від партії разом з Вільямом Джойсом. У міру того, як Європа рухалася до війни, БСФ почав висувати кандидатів на парламентські додаткові вибори та розпочав кампанію на тему «Розумний бізнес Великої Британії». Мослі залишався популярним ще влітку 1939 року. Його перший мітинг у Британії у виставковому залі Графського суду 16 липня 1939 року був найбільшим політичним мітингом у закритих приміщеннях в історії Британії, повідомлялося про 30 000 учасників.

## Арешт
Перші місяці після початку Другої світової війни продовжував свою діяльність в БСФ. В травні 1940 року, після приходу до влади у Великій Британії Вінстона Черчилля, був заарештований разом з більшістю керівників БСФ, а в липні вся фашистська організація була заборонена.
Вождя британських фашистів помістили до в'язниці Брікстон. Там Мослі мав можливість багато читати, він вивчав німецьку мову та історію давньої Греції. Утриманню за ґратами була піддана також дружина Мослі, Діана. Вона була заарештована в кінці липня 1940 року, коли її другому синові — Максу народженому в шлюбі з Мослі, виповнилося лише 11 тижнів (перший син Олександр народився в 1938 році). Після півтора року роздільного тримання подружжю Мослі було дозволено спільне проживання в одному з приміщень в'язниці Голловей.

## Післявоєнний період
Після Другої світової війни повернувся до активної політичної діяльності. 7 лютого 1947 року заснував Юніоністський рух, до якого увійшли понад 50 невеликих ультраправих організацій і груп. Активно відстоював ідею об'єднання західноєвропейських країн для протидії агресивним прагненням СРСР в Європі.
Вважав за необхідне для процвітання єдиної Європи надати їй третину Африки, яка повинна була стати аграрно-сировинним придатком. Виступав за збереження британської колоніальної імперії. Зазначені плани об'єднання Європи пропагував з 1953 по 1959 рік зі сторінок журналу «Європеєць» («Europeen») і в західнонімецькому журналі «Нація Європа» («Nation Europa»).
Для вирішення внутрішньополітичних проблем Великої Британії пропонував репатріювати з країни всіх іммігрантів. Висловлював незгоду з результатами Нюрнберзького трибуналу над нацистськими злочинцями.
В 1959 році вперше після закінчення Другої світової війни взяв участь у загальних виборах в парламент, але не отримав підтримки. На початку 60-х років спробував створити Національну партію Європи, яка повинна була об'єднати провідні праві організації західноєвропейських країн. Однак цей проект не отримав розвитку. Після 1962 року відійшов від активної політичної діяльності.
Жив у Франції, де помер 3 грудня 1980 року у віці 84 років.
Написав автобіографічну книгу «Моє життя».